# Terres-de-Haute-Charente
Terres-de-Haute-Charente – gmina we Francji, w regionie Nowa Akwitania, w departamencie Charente. W 2013 roku liczba ludności wynosiła 4128 mieszkańców. 
Gmina została utworzona 1 stycznia 2019 roku z połączenia pięciu ówczesnych gmin: Genouillac, Mazières, La Péruse, Roumazières-Loubert oraz Suris. Siedzibą gminy została miejscowość Roumazières-Loubert. 